# Сен-Савен (Изер)
Сен-Савен (фр. Saint-Savin) — коммуна во Франции, находится в регионе Рона — Альпы. Департамент коммуны — Изер. Входит в состав кантона Бургуен-Жалье-Нор. Округ коммуны — Ла-Тур-дю-Пен.
Код INSEE коммуны — 38455. Население коммуны на 1999 год составляло 2 752 человека. Населённый пункт находится на высоте от 216 до 403 метров над уровнем моря. Муниципалитет расположен на расстоянии около 430 км юго-восточнее Парижа, 39 км восточнее Лиона, 60 км северо-западнее Гренобля. Мэр коммуны — Mme Michaud, мандат действует на протяжении 2008—2014 гг.
Динамика населения (INSEE):